# هورنی ویزد (ناحیه پرروف)
هورنی ویزد (ناحیه پرروف) (به چکی: Horní Újezd) یک منطقهٔ مسکونی در جمهوری چک است که در ناحیه پرروف واقع شده‌است. هورنی ویزد ۶٫۸۶ کیلومتر مربع مساحت و ۴۳۱ نفر جمعیت دارد و ۳۳۵ متر بالاتر از سطح دریا واقع شده‌است.